# Sarah Churchill, Duchess of Marlborough

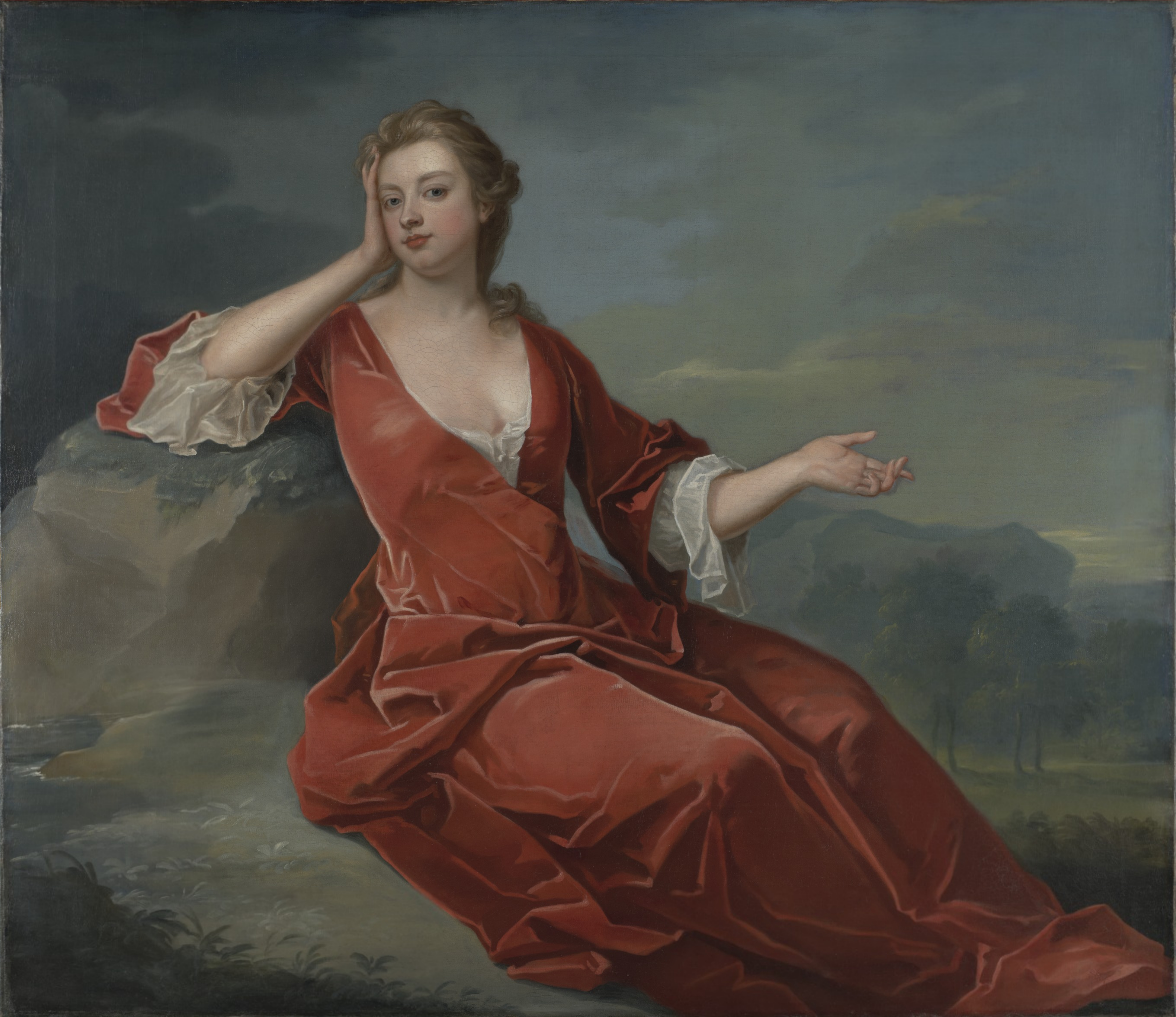
Sarah Churchill, Duchess of Marlborough. Gemälde von Charles Jervas, um 1700

Sarah Churchill, geborene Jenyns, von 1689 bis 1702 bekannt als Countess of Marlborough, danach als Duchess of Marlborough (* 29. Mai 1660 in Sandridge, Hertfordshire, England; † 18. Oktober 1744 in Marlborough House, London), war eine Jugendfreundin und enge Vertraute von Königin Anne und die Ehefrau von John Churchill, 1. Duke of Marlborough, dessen Karriere sie durch ihren Einfluss auf die Königin wesentlich förderte. Sie gehörte zu den einflussreichsten Frauen ihrer Zeit.

## Leben
Sarah Jenyns (die Schreibweise Jennings kam erst bei späteren Autoren auf) wurde als Tochter des Parlamentsabgeordneten Richard Jenyns of Sandridge (um 1618–1668) und seiner Frau Frances Thornhurst (1615–1693) geboren. Ab 1673 lebte sie als Hofdame von Maria von Modena im Haushalt des Dukes of York, des späteren Königs Jakob II. von England. Dort schloss sie enge Freundschaft mit dessen Tochter Anne, die einige Jahre jünger war. Sarahs ältere Schwestern waren Frances (1648–1731), später Duchess of Tyrconnell, und Barbara († 1678), die den Juristen Edward Griffith heiratete.

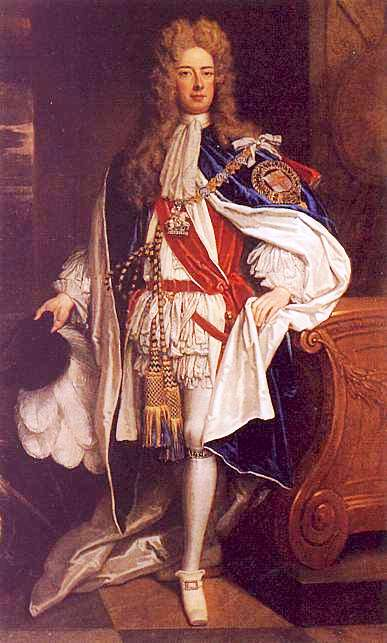
John Churchill, 1. Duke of Marlborough, Porträt von Sir Godfrey Kneller, um 1705 – seit 1677 Ehemann von Sarah Churchill

1677 heiratete sie den einflussreichen John Churchill. Aufgrund seiner Rolle in der Glorious Revolution, die zur Ablösung Jakobs II. durch den mit dessen ältester Tochter Maria verheirateten William III. auf dem englischen Thron führte, wurde John Churchill zum Earl ernannt. Sarah und John Churchill wirkten außerdem auf Anne ein, dass sie ihr Thronfolgerecht zugunsten Wilhelms aufgebe, falls Maria vor ihm stürbe. Damit sicherten sie Wilhelm die Krone auf Lebenszeit und sorgten für politische Stabilität. 
Trotz dieser politischen Unterstützung Williams III. kam es sowohl zwischen dem König und John Churchill als auch zwischen der englischen Königin Maria und ihrer Schwester Anne zu zunehmenden Differenzen. Dies führte letztlich dazu, dass John Churchill alle seine Ämter niederlegte und Sarah Churchill seitens der Königin Maria untersagt wurde, am königlichen Hof zu erscheinen. Prinzessin Anne zog sich gleichfalls vom königlichen Hof zurück. 
Nach Annes Thronbesteigung im Jahre 1702 wurde Sarah Churchill zur wichtigsten Hofdame am königlichen Hof und übte großen Einfluss auf die Königin aus. John Churchill, der den Whigs angehörte, wurde wiederholt von den Tories angegriffen. In einem Brief, den die Königin Anne gegen Ende 1703 an Sarah Churchill schrieb und in dem sie sich Alias-Namen bediente, versichert sie dem Ehepaar ihre Loyalität:

„Ich werde weder Dich, meine Liebe, noch Mr. Freemann [John Churchill], noch Mr. Montgomery (Godolphin) jemals im Stich lassen, sondern immer Eure getreue Dienerin bleiben; und wir vier dürfen uns nie trennen, bis der Tod uns mit seiner unbeirrbaren Hand niedermäht.“

Das Verhältnis zwischen den zwei Frauen wurde jedoch im Laufe der Jahre zusehends angespannter. Der britische Premierminister und Literaturnobelpreisträger Winston Churchill, ein Nachfahre von Sarah und John, schrieb darüber:

„Etwa um diese Zeit (1707) traten die Beziehungen Sarahs zur Königin in ein prekäres Stadium. Sie wurde von ihrer Herrin zum Sündenbock für das Eindringen der Whigs ins Kabinett gemacht. Anna haßte die Whigs aus tiefstem Herzen, aber ihre Minister sahen, da nur die Hälfte der Tory-Partei sie stützte, keine Möglichkeit, den Krieg (gegen Frankreich) ohne die Whigs fortzusetzen. Sarah verlor die Freundschaft der Königin, weil sie es für ihre Pflicht hielt, ihr zu einer Regierungspolitik zu raten, die mit dem Parlament im Einklang stand. Gleichzeitig tauchte eine Nebenbuhlerin auf. Als Sarah älter wurde und die Aufgaben einer großen Dame, die über mehr Macht gebot als ein Kabinettsminister, immer schwerer auf ihr lasteten, suchte sie sich der dauernden Beanspruchung durch den persönlichen Dienst bei der Königin, der so viele Jahre ihres Lebens ausgefüllt hatte, zu entziehen. Annes Freundinnen hatten es nicht leicht. Sie verlangte von ihren Gefährtinnen, daß sie den ganzen Tag um sie herum waren und bis tief in die Nacht mit ihr Karten spielten. Sarah hielt nach einer Möglichkeit Ausschau, sich der Last dieses dauernden Zusammenseins zu entledigen. In Abigail Hill, einer armen Verwandten, fand sie eine geeignete zweite Besetzung. Sie führte sie in das Leben der Königin als „Kammerjungfer“ oder Zofe ein. Nach einer Weile gewann die neue Bedienstete die Zuneigung der Königin. Sarah fühlte sich entlastet, verbrachte mehr Zeit auf dem Land und widmete sich ihrer Familie“

Trotz des großen militärischen Erfolgs, den John Churchill in der Schlacht von Höchstädt für die britische Nation errungen hatte, gingen Sarah und John Churchill, mittlerweile Duke und Duchess of Marlborough 1711 ins Exil. Erst nach dem Tod Königin Annes im Jahre 1714 kehrten sie nach Großbritannien zurück und wurden wieder mit großen Ehren am königlichen Hof aufgenommen.

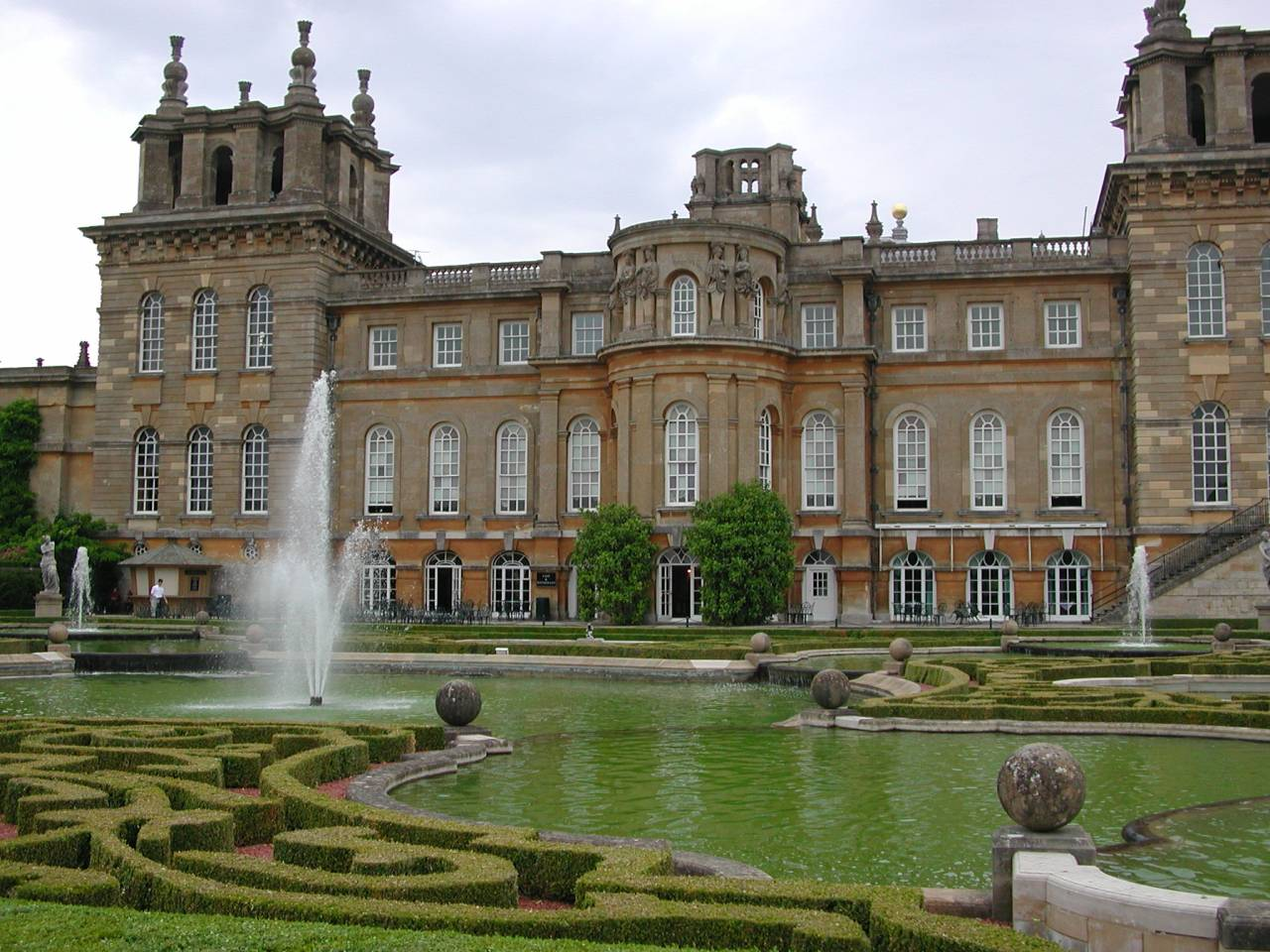
Blenheim Palace – Königliches Geschenk einer dankbaren Nation

Auch die Bauarbeiten am Blenheim Palace, das John Churchill als Dank für seinen militärischen Erfolg über Ludwig XIV. erhalten hatte, wurden wiederaufgenommen. Der Duke starb 1722 und erlebte die Fertigstellung dieses Palastes nicht mehr. Sarah Churchill, die jetzt die Rolle der Bauherrin dieses Palastes innehatte, überwarf sich mit dem großen Barock-Architekten John Vanbrugh – die Bauleitung übernahm anschließend Nicholas Hawksmoor.
Sarah Churchill starb 1744 in London.

## Werke
- An Account of the Conduct of the Dowager Duchess of Marlborough, from Her First Coming to Court to the Year 1710. – London: Printed by James Bettenham, for George Hawkins, 1742

## Rezeption
Im Tafelservice berühmter Frauen von Vanessa Bell und Duncan Grant von 1934 ist ihr ein Teller gewidmet.